# Antje Thoms
Antje Thoms (* 1976 in Stralsund) ist eine deutsche Regisseurin und Autorin.

## Leben
Nach dem Studium der Angewandten Theaterwissenschaften in Gießen und journalistischer Mitarbeit beim Gießener Stadtmagazin „Express“ war Antje Thoms Regieassistentin am Staatstheater Hannover bei Intendant Wilfried Schulz und arbeitete unter anderem mit Ruedi Häusermann, Andreas Kriegenburg, Sebastian Nübling, Stefan Otteni, Luk Perceval, Elias Perrig, Nicolas Stemann und Jossi Wieler zusammen.
Seit 2003 arbeitete sie als freiberufliche Regisseurin unter anderem am Staatstheater Augsburg, Staatstheater Darmstadt, Staatstheater Braunschweig, Deutschen Theater Göttingen, Staatstheater Nürnberg, Deutschen Theater Berlin, Staatstheater Hannover, Theater Basel, Landestheater Linz, Saarländischen Staatstheater, Stadttheater Bremerhaven, Konzerttheater Bern, Rheinisches Landestheater Neuss, Schleswig-Holsteinischen Landestheater sowie am Theater Ulm. Sie inszenierte u. a. Ur- und Erstaufführungen von Lola Arias, Sibylle Berg, Paco Bezerra, Oscar van den Boogaard, Katja Brunner, Dagny Gioulami, Jewgenij Grischkowez, Hanoch Levin, PeterLicht, Jens Nielsen, Anne Jelena Schulte sowie Ivna Žic. Thoms ist Gründungsmitglied der freien Zürcher Theaterformation Trainingslager.
Seit der Spielzeit 2014/15 ist sie Hausregisseurin am Deutschen Theater Göttingen bei Intendant Erich Sidler.
2020 absolviert sie als Stipendiatin des Deutschen Bühnenvereins die berufsbegleitende Weiterbildung „Theater- und Musikmanagement“ an der LMU München, 2021 nimmt sie am Mentoring-Programm „Frauen in Kultur und Medien“ vom Deutschen Kulturrat teil.
Ab der Spielzeit 22/23 wird sie die Sparte Schauspiel am Theater Regensburg leiten.
Thoms ist Mitglied der Dramaturgischen Gesellschaft sowie Gründungsmitglied des „Netzwerk Regie e. V.“.

## Inszenierungen (Auswahl)
Antje Thoms wurde mit einigen ihrer Inszenierungen zu deutschen Theaterfestivals eingeladen oder für deutsche Theaterpreise nominiert.
- Der Weg zurück von Dennis Kelly, Inszenierung in der Tiefgarage des Deutschen Theater Göttingen, 2022
- Bestätigung von Chris Thorpe, Inszenierung am Staatstheater Nürnberg, 2021
- Tankstelle Coronasicheres Freiluft-Projekt von Antje Thoms und Florian Barth, Uraufführung im Container des Deutschen Theater Göttingen, 2021
- Die Methode Coronasicheres Drive-Through-Projekt nach „Corpus Delicti“ von Juli Zeh, Tiefgarage des Deutschen Theater Göttingen, 2020
- Die Physiker von Friedrich Dürrenmatt, Staatstheater Augsburg, 2020
- Die Kinder Deutsche Erstaufführung von Lucy Kirkwood, Staatstheater Braunschweig, 2019
- Woyzeck nach Georg Büchner mit Musik von Tom Waits, Deutsches Theater Göttingen, 2019
- Das Kind träumt Deutschsprachige Erstaufführung von Hanoch Levin, Theater Augsburg, 2018
- In Alice Welt Immersives Projekt nach den Romanen von Lewis Carroll, Tiefgarage des Deutschen Theater Göttingen, 2018
- Wunder des Alltags Österreichische Erstaufführung von Peter Licht, Landestheater Linz, 2018
- Die Koralle - Gas I - Gas II von Georg Kaiser, Kühlergebäude des Gaswerks Augsburg-Oberhausen / Staatstheater Augsburg, 2018
- 1984 Immersives Projekt nach George Orwell, Tiefgarage des Deutschen Theaters Göttingen, 2017
- Unter der Erde Europäische Erstaufführung von Paco Bezerra, Deutsches Theater Göttingen, 2016
- Romeo und Julia nach William Shakespeare, Mainfranken Theater Würzburg, 2016
- Über die Kunst seinen Chef anzusprechen und ihn um eine Gehaltserhöhung zu bitten nach Georges Perec, Saarländisches Staatstheater, 2016
- Sofja – Revolution of a stare body Uraufführung von Anne Jelena Schulte, Deutsches Theater Göttingen, 2016
- Zwei Krawatten Revuestück von Georg Kaiser und Mischa Spoliansky, Deutsches Theater Göttingen, 2015
- Ohne Antoinette von Ivna Žic & Trainingslager (Uraufführung), Koproduktion mit Theater Winkelwiese Zürich und Kellertheater Winterthur, 2014
- Supergute Tage oder Die sonderbare Welt des Christopher Boone von Simon Stephens nach dem Roman von Mark Haddon, Saarländisches Staatstheater, 2014
- Sicht auf Nichts Uraufführung von Jens Nielsen & Trainingslager, Koproduktion mit Theater Winkelwiese Zürich, Theater Tuchlaube Aarau, Kleintheater Luzern und Klibühni Chur, 2013
- Fleisch ist mein Gemüse nach Heinz Strunk, Deutsches Theater Göttingen, 2013
- worst case von Kathrin Röggla, Saarländisches Staatstheater Saarbrücken, 2012
- von den beinen zu kurz Uraufführung von Katja Brunner & Trainingslager, Koproduktion mit Theater Winkelwiese Zürich und Schlachthaus Theater Bern, 2012
- Iphigenie auf Tauris nach Johann Wolfgang von Goethe, Rheinisches Landestheater Neuss, 2012
- Hauptsache Arbeit Schweizer Erstaufführung von Sibylle Berg, Stadttheater Bern, 2011
- Eine Familie von Tracy Letts, Deutsches Theater Göttingen, 2011
- König Ödipus von Sophokles, Saarländisches Staatstheater Saarbrücken, 2010
- Andorra von Max Frisch, Stadttheater Bern, 2009
- Die Erbsenfrau Uraufführung von Jens Nielsen & Trainingslager, 2009
- Kaspar Häuser Meer von Felicia Zeller, Saarländisches Staatstheater Saarbrücken, 2009
- Tag der Dachse Uraufführung von Jens Nielsen & Trainingslager, 2008
- Revolvertraum/Striptease/Die Liebe ist ein Heckenschütze Schweizer Erstaufführung von Lola Arias, Stadttheater Bern, 2008
- Die schlechteste Show der Welt von Antje Thoms, Deutsches Theater Göttingen, 2008
- Wir werden siegen … und das ist erst der Anfang nach PeterLicht, Saarländisches Staatstheater Saarbrücken, 2007
- Bar zum Heulenden Elend Mehrteilige Veranstaltungsreihe zum und übers Traurigsein, Stadttheater Hildesheim, 2007
- Antoniusfeuer Uraufführung von Anne Jelena Schulte, Theater Ulm, 2007
- Endidyll Uraufführung von Jens Nielsen & Trainingslager, 2007
- Leichter als Luft, inszenierte Nachtwanderung, Theaterfestival AT.TENSION#1, 2006 - Produktionspreis
- Lucia schmilzt von Oscar van den Boogaard (Deutsche Erstaufführung), Staatstheater Hannover, 2003

## Stücke (Auswahl)
Antje Thoms wurde mit einigen ihrer Theaterstücke zu Theaterfestivals eingeladen oder für Preise nominiert. Aktuell erarbeit sie als Autorin vor allem Dramatisierungen für eigene Inszenierungen.
- Uraufführung Mit dem Moped nach Madrid (Eine musikalische Hommage an das Fernweh), Inszenierung: Antje Thoms, Deutsches Theater Göttingen, 2021
- Die Geräusche der Mittelschicht oder das Gemüt ist ein Arschloch, gemeinsam mit Michael Meichßner, Nominierung für den Retzhofer Dramapreis, 2017
- Dramatisierung Georges Perec Über die Kunst seinen Chef anzusprechen und ihn um eine Gehaltserhöhung zu bitten, Inszenierung: Antje Thoms, Saarländisches Staatstheater Saarbrücken, 2016
- Dramatisierung Heinz Strunk Fleisch ist mein Gemüse, Inszenierung: Antje Thoms, Deutsches Theater Göttingen, 2013
- Dramatisierung Friedrich Dürrenmatt Das Versprechen, Inszenierung: Antje Thoms, Deutsches Theater Göttingen, 2013
- Uraufführung Sehnsucht ist unheilbar, Inszenierung: Antje Thoms, Stadttheater Bern, 2010
- Jenseits des Hamsterrads, Schreibauftrag für das Deutsche Theater Göttingen, 2010
- Dramatisierung nach PeterLicht Wir werden siegen ... und das ist erst der Anfang, Inszenierung: Antje Thoms, Saarländisches Staatstheater Saarbrücken, 2007
- Uraufführung Die schlechteste Show der Welt, Inszenierung: Christoph Diem, Saarländisches Staatstheater Saarbrücken, 2006
- Assi, Nominierung für den Baden-Württembergischen Jugendtheaterpreis, 2006
- Zuhause ist es auch schön, Inszenierung: Antje Thoms, TEMPORÄRE THEATRALE ZONE Drama Köln, 2005